# Rietven (Eersel)
Rietven is een buurtschap in de gemeente Eersel in de Nederlandse provincie Noord-Brabant. De buurtschap ligt één kilometer ten noorden van het dorp Vessem. Ten oosten van de buurtschap ligt het bosgebied de Buikheide. Rietven is vernoemd naar een voormalig ven.
Sinds 2003 wordt bij deze buurtschap het Rietfestival gehouden. Het Rietfestival is een jaarlijks terugkerend eendaags muziekfestival.
Hoofdplaats: Eersel      Overige dorpen: Duizel · Knegsel · Steensel · Vessem · Wintelre

Buurtschappen en gehuchten: Bijsterveld · Boksheide · De Hees · De Hoef · Donk · Driehuis · Driehuizen · Het Heike · Hoekdries · Hoogstraat · Kreiel · Maaskant · Meer · Meerven · Molenveld · Mosik · Mostheuvel · Rietven · Schadewijk · Scherpenering · Sneidershoek · Spijkert · Stevert · Stokkelen · Veneind · Wolfshoek

Voormalige gemeenten: Duizel en Steensel · Vessem, Wintelre en Knegsel

Noord-Brabant: Steden en dorpen      Nederland: Provincies · Gemeenten